# 帝都温泉
帝都温泉也稱恩平帝都溫泉旅遊區是位于中国广东省江门市恩平良西镇的温泉园林，與廣東恩平地熱國家地質公園相距35公里。于2010年5月被評為“中国AAAAA温泉度假区”，是一個综合度假区。

## 交通
在距离13公里有开阳高速公路圣堂收费站，距离高速铁路恩平站为23公里。